# Tomás Ribeiro

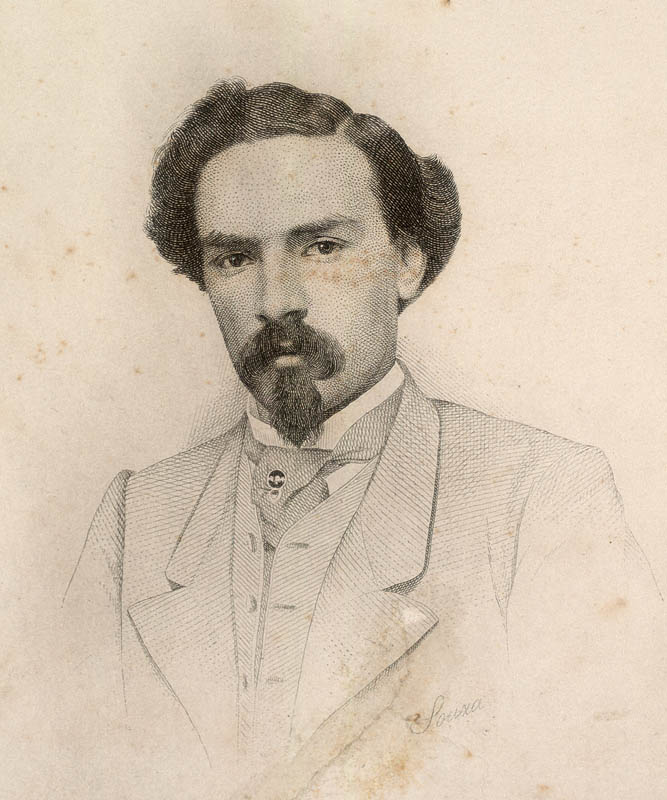
Tomás Ribeiro

Tomás Antonio Ribeiro Ferreira (* 1. Juli 1831 in Parada de Gonta, Beira Alta; † 6. Februar 1901 in Lissabon) war ein portugiesischer Lyriker, Journalist und Politiker.

## Leben
Tomás Ribeiro wurde in einen Arbeiterhaushalt geboren. Dennoch gelang es ihm, das Abitur zu absolvieren und Jura in Coimbra zu studieren. 
Es folgte eine einzigartige politische Karriere in Portugal: 1862 wurde er Bürgermeister der Gemeinde Tondela, war Präfekt bzw. Distriktpräsident der Distrikte Porto und Bragança, Generalsekretär des Instituto Vasco da Gama in Goa, außerdem Mitglied der dortigen Kolonialregierung. Unter dem Premierminister António Maria de Fontes Pereira de Melo war er von 1878 bis 1879 Marineminister, 1879 Justizminister, 1881 Minister für die Angelegenheiten des Königs, danach Bau- bzw. Architekturminister. Als Justizminister liberalisierte er die Gesetze. Eines der Gesetze war für das damalige konservative Portugal eine Sensation: es gestattete Katholiken auch Nichtkatholiken und Ungetaufte zu heiraten. Auch war er ab 1862 Mitglied und später Vizepräsident der Akademie der Wissenschaften von Lissabon.
Er war verheiratet. Am 6. Februar 1901 ist er verstorben.

## Der Romantiker
Ribeiro war zusammen mit António Feliciano de Castilho ein wichtiger Interpret der Romantik in Portugal. Zusammen mit diesem war er Mitglied eines literarischen Zirkels in Coimbra. Auch war er mit Camilo Castelo Branco befreundet. Er schrieb als Journalist für Gazeta de Portugal, Gazeta Comercial, Artes e Letras, Brasil-Portugal und gründete eigene Zeitschriften wie die Republica, O Improvicial, A Opiniao. Er schrieb ein bedeutendes Reisetagebuch über seinen Aufenthalt in Indien. Viele seiner Gedichte erschienen in der romantischen Zeitschrift „Novo Trovado“.

## Werk
- A delfina do mal (1868), Lyrik.
- Sons que passam, (1868), Lyrik.
- Jornadas (1873–1874), Reisetagebücher über Indien.
- A Indiana, (Versepos), 1873.